# 아웃풋 갭
GDP 갭 또는 아웃풋 갭(Output gap)은 실질 GDP와 잠재 GDP 간의 차이를 뜻하며, 경기 순환 사이클에서 현 경제상황을 파악하기 위해 사용한다.
GDP 갭 또는 산출 갭은 실제 GDP 또는 실제 산출과 잠재 GDP 간의 차이로, 경기 순환에 따른 현재 경제 상황을 파악하기 위한 시도이다. 산출 격차의 척도는 주로 거시 경제 정책(특히 EU 재정 규칙 준수 맥락에서)에 사용된다. GDP 갭은 매우 비판적인 개념이다. 특히 잠재적 GDP가 관찰 가능한 변수가 아니라 종종 과거 GDP 데이터에서 파생되어 시스템의 하향 편향으로 이어질 수 있기 때문이다.

## 같이 보기
- 필립스 곡선
- NAIRU